# Marina Koezina
Marina Vjatsjeslavovna Koezina (Russisch: Марина Вячеславовна Кузина) (Moskou, 19 juli 1985) is een Russische basketbalspeelster, die speelt voor het nationale team van Rusland.

## Carrière
Ze begon haar carrière bij Trinta Moskou in 1998. In 2001 stapte ze over naar Spartak Chabarovsk. Na één jaar keerde ze terug bij Trinta Moskou. In 2003 verhuisde ze naar Nadezjda Orenburg. In 2006 ging ze spelen bij UMMC Jekaterinenburg. In 2008 ging ze naar Dinamo Moskou. In 2011 stapte ze over naar Sparta&K Oblast Moskou Vidnoje. In 2013 keerde ze terug naar Nadezjda Orenburg. In 2015 ging ze spelen voor Mersin BŞB in Turkije. In 2016 ging ze naar Hatay BŞB in Turkije. In 2017 ging ze spelen voor Gernika KESB in Spanje. In 2018 ging ze weer terug naar Turkije om te spelen voor İzmit Belediyespor.

## Erelijst
- Landskampioen Rusland:
  - Tweede: 2012, 2013, 2014, 2015
  - Derde: 2007, 2008
- FIBA Women's World League:
  - Derde: 2007
- Olympische Spelen:
  - Brons: 2008
- Europees kampioenschap: 1
  - Goud: 2011
  - Zilver: 2005, 2009